# Filippo Conca
Filippo Conca (Lecco, 22 de septiembre de 1998) es un ciclista profesional italiano que corre para el equipo Team Jayco AlUla de categoría UCI WorldTeam.

## Palmarés
2025
- Campeonato de Italia en Ruta

## Resultados en Grandes Vueltas
| Carrera | Carrera         | 2019 | 2020 | 2021 | 2022 | 2023 | 2024 | 2025 |
| ------- | --------------- | ---- | ---- | ---- | ---- | ---- | ---- | ---- |
|         | Giro de Italia  | —    | —    | —    | —    | —    | —    | —    |
|         | Tour de Francia | —    | —    | —    | —    | —    | ―    | —    |
|         | Vuelta a España | —    | —    | ―    | Ab.  | —    | —    | —    |

—: no participa

Ab.: abandono

## Equipos
- Biesse (2019-2020)
  - Biesse Carrera (2019)
  - Biesse Arvedi (2020)
- Lotto Soudal[1] (2021-2022)
- Q36.5 Pro Cycling Team (2023-2024)
- Team Jayco AlUla (2025-)[2]